# Сборная Китая по хоккею с мячом
Сборная Китая по хоккею с мячом — представляет Китай на международных соревнованиях по хоккею с мячом.

## История
Накануне Азиатских игр 2011 года Китай намеревался выставить команду по бенди, но не выставил.
Первую официальную игру на чемпионате мира сборная Китая провела 1 февраля 2015 года на чемпионате мира в Хабаровске. В этой игре китайцы уступили сборной Монголии со счётом 2:3. Через два дня сборная Китая победила сомалийцев со счётом 8:1, эта победа стала крупнейшим победным счётом сборной Китая. 4 февраля там же китайца уступили эстонцам со счётом 3:14. Этот разгром является самым крупным поражением китайской дружины. Сборная Китая на своём первом чемпионате обошла только сборную Сомали, заняв 8 место.
Сборная Китая приняла участие и в следующем мировом чемпионате в Ульяновске. В итоге она заняла 8 место в дивизионе Б, опередив сборную Сомали и дисквалифицированную сборную Эстонии. Был побит рекорд в самых крупных победах; сборная Сомали была повержена со счётом 14:1.
В начале следующего года китайские хоккеисты приняли участие в своём третьем мировом чемпионате в шведском городе Тролльхеттане. Здесь китайцы сумели в очередной раз одержать свою самую крупную победу. Хоккеисты из Сомали были разгромлены со счётом 14:0, однако и сами они потерпели самое своё разгромное поражение от канадцев со счётом 0:13.
Здесь же в Швеции на конгрессе ФИБ КНР получила право на проведение следующего чемпионата в группе В. На этом чемпионате китайские хоккеисты заняли самое высокое место в своей истории. На следующем чемпионате в 2019 году китайцы заняли самое худшее место в своей истории.
В 2020 году китайская сборная планировала выступать в группе B, но за 3,5 недели до начала соревнований отказалась от участия из-за эпидемии коронавируса в Китае.

## Результаты на ЧМ
| Год    | В  | Н | П  | М       | Место на ЧМ (Кол-во команд) |
| ------ | -- | - | -- | ------- | --------------------------- |
| 2015   | 2  | 0 | 5  | 31-41   | 15 (16)                     |
| 2016   | 2  | 0 | 6  | 35-46   | 16 (18)                     |
| 2017   | 2  | 0 | 5  | 26-44   | 17 (18)                     |
| 2018   | 3  | 0 | 3  | 23-16   | 12 (16)                     |
| 2019   | 1  | 0 | 5  | 8-48    | 18 (20)                     |
| Итого: | 10 | 0 | 24 | 123-195 |                             |

## Состав
| Номер | Позиция | Игрок        | Дата рождения | Клуб                   | Рост/вес  |
| ----- | ------- | ------------ | ------------- | ---------------------- | --------- |
| 1     | Вр      | Гэнь И       | 26.05.1972    |                        | 175 / 80  |
| 30    | Вр      | Цзоу Тунчже  | 15.08.1997    | «Университет» Харбин   | 175 / 60  |
| 3     | Защ     | Вань Сюе Фэн | 15.04.1968    | «Университет» Харбин   | 182 / 78  |
| 4     | Защ     | Юньфань Чжан | 12.11.1999    | «Нордик Викингс» Пекин | 182 / 75  |
| 5     | Защ     | Лю Фэн       | 05.07.1969    | «Харбин»               | 175 / 90  |
| 6     | Защ     | Го Пин       | 22.12.1965    | «Цзямусы»              | 175 / 85  |
| 18    | Защ     | Цао Ган      | 3.08.1970     | «Цзямусы»              | 183 / 120 |
| 21    | Защ     | Ван Чжовэй   | 18.02.1995    | «Университет» Харбин   | 181 / 105 |
| 2     | ПЗ      | Инь Бинь     | 16.02.1975    | «Университет» Харбин   |           |
| 7     | ПЗ      | Гао Чуньлинь | 14.10.1964    |                        | 176 / 80  |
| 8     | ПЗ      | Гао Чуньлинь | 5.01.1974     | «Харбин»               | 168 / 70  |
| 9     | ПЗ      | Тцуй Цзянь   | 12.08.1972    | «Харбин»               | 175 / 90  |
| 13    | ПЗ      | Лю Цян       | 5.02.1973     | «Цзямусы»              | 180 / 90  |
| 16    | ПЗ      | Лю Убинь     | 23.02.1982    | «Харбин»               | 180 / 80  |
| 20    | ПЗ      | Джанг Хао    | 1.04.1995     |                        | 180 / 95  |
| 11    | Нап     | Юхан Чан     | 5.12.1984     | Нордик Викингс Пекин   | 178 / 80  |
| 12    | Нап     | Цао Цзянь    | 9.07.1971     | «Университет» Цзямусы  | 185 / 85  |
| 14    | Нап     | Ци Юйтао     | 15.07.1974    | «Цзямусы»              | 184 / 95  |
| 17    | Нап     | Бай Хуньвэнь | 1.12.1992     | «Университет»          | 191 / 110 |